# Шлейх, Мартин
Мартин Шлейх (12 февраля 1827 — 13 октября 1881) — немецкий писатель. 
Происходил из мюнхенской баронской семьи, в университетах изучал философию и право, но полноценного образования не получил. Увлеченный движением 1848 года, он основал сатирический листок «Münchener Punsch», который издавал около четверти века. В его «Gesammelte Lustspiele und Volksttücke» вошли популярные пьесы: «Bürger und Junker», «Heiratsversprechen», «Der Bürgermeister von Füssen», «Die Haushälterin», «Drei Kandidaten», «Die letzte Hexe», «Ansässig» и другие. За ними последовали его «Neue Lustspiele» (1874); хороши его юмористические «Römische Apriltage» (1880); его посмертный роман «Der Einsiedler» («Jude von Cäsarea») обработан и закончен М. Г. Конрадом.